# Dar Salim
Dar Salim (Baghdad, 18 agosto 1977) è un attore danese.

## Biografia
Nato a Baghdad, in Iraq, si è trasferito ad Amager in Danimarca all'età di sei anni come rifugiato, ottenendo la cittadinanza. Nel 2002 prende il brevetto di pilota e successivamente inizia la sua carriera recitativa studiando prima al William Esper Studio di New York e poi a Londra, prendendo lezioni private dall'attrice Sarah Boberg.
Nel 2008 riceve una nomination al Premio Bodil al miglior attore per il film Gå med fred Jamil. Nel 2011 è nel cast della prima stagione della serie televisiva HBO Il Trono di Spade (Game of Thrones) nel ruolo del dothraki Qotho.

## Filmografia

### Cinema
- Forestillingen om et ukompliceret liv med en mand, regia di Ib Kastrup e Jørgen Kastrup (2006)
- Gå med fred Jamil, regia di Omar Shargawi (2008)
- Submarino, regia di Thomas Vinterberg (2010)
- Min bedste fjende, regia di Oliver Ussing (2010)
- Smukke mennesker, regia di Mikkel Munch-Fals (2010)
- Sandheden om mænd, regia di Nicolaj Arcel (2010)
- The Devil's Double, regia di Lee Tamahori (2011)
- Frit fald, regia di Heidi Maria Faisst (2011)
- Magi i luften, regia di Simon Staho (2011)
- Kapringen, regia di Tobias Lindholm (2012)
- Det andet liv, regia di Jonas Elmer (2013)
- Nordic Factory, regia di Milad Alami, Aygul Bakanova, Natalia Garagiola, Kræsten Kusk, Guillaume Mainguet, Rungano Nyoni, Hamy Ramezan, Selma Vilhunen (2014)
- Familien Jul, regia di Carsten Rudolf (2014)
- Exodus - Dei e re (Exodus: Gods and Kings), regia di Ridley Scott (2014)
- Honig im Kopf, regia di Til Schweiger e Lars Gmehling (2014)
- Macho Man, regia di Christof Wahl (2015)
- Krigen, regia di Tobias Lindholm (2015)
- Iqbal & den hemmelige opskrift, regia di Tilde Harkamp (2015)
- De standhaftige, regia di Lisa Ohlin (2016)
- Darkland (Underverden), regia di Fenar Ahmad (2017)
- Til vi falder, regia di Samanou Acheche Sahlstrøm (2018)
- Granchio nero (Svart krabba), regia di Adam Berg (2022)
- Un marito fedele (Kærlighed for voksne), regia di  Barbara Topsøe-Rothenborg (2022)
- The Covenant, regia di Guy Ritchie (2023)
- Vogter, regia di Gustav Möller (2024)

### Televisione
- Forsvar – serie TV, 1 episodio (2003)
- Livvagterne – serie TV, 2 episodi (2009)
- 2900 Happiness – serie TV, 2 episodi (2009)
- Borgen - Il potere (Borgen) – serie TV, 11 episodi (2010-2011)
- Il Trono di Spade (Game of Thrones) – serie TV, stagione 1, 6 episodi (2011)
- Bron/Broen – serie TV, 4 episodi (2013)
- Dicte – serie TV, 20 episodi (2013-2014)
- Tatort – serie TV, 1 episodio (2014)
- American Odyssey – serie TV, 2 episodi (2015)
- Springfloden – serie TV, 14 episodi (2016-2018)
- The Gentlemen – serie TV, 1 episodio (2024)